# 치우둥 왕

치우둥 왕(영어: Qiudong Wang, 중국어: 汪秋栋)은 애리조나 대학교 수학과 교수이다. 1982년 난징 대학교에서 학사 학위를, 1994년에는 신시내티 대학교에서 철학박사 학위를 받았다.
1991년 발표한 논문인 "다체 문제에 대한 일반해"(The global solution of the n-boby problem)로 유명하다. 이 논문에서 그는 카를 F. 순드만의 결과를 3개 이상의 물체로 구성된 시스템으로 일반화하였다. 그러나 LK 바바드잔잔즈(LK Babadzanjanz)는 1979년에 동일한 일반화를 수행하였다고 주장하고 있다.